# Ruoti
Ruoti község (comune) Olaszország Basilicata régiójában, Potenza megyében.

## Fekvése
A megye északnyugati részén fekszik. Határai: Avigliano, Baragiano, Bella, Picerno és Potenza.

## Története
A település nevének első említése 1324-bőé származik, de a régészeti leletek tanúsága szerint története az i.e. 6-5 századra nyúlik vissza. Valószínűleg az oszkok alapítottak egy kis települést a Sele völgyét Metapontummal összekötő út mentén. A 15. században albánok telepedtek le Ruotiban. A 19. század elején, amikor a Nápolyi Királyságban felszámolták a feudalizmust, önálló község lett.

## Népessége
A népesség számának alakulása:

## Főbb látnivalói
- Madonna del Rosario-templom
- San Nicola-templom
- San Vito-templom